# DIVE INTO STREAM
『DIVE INTO STREAM』（ダイブイントゥストリーム）は、m.o.v.eの29枚目のシングル。

## 概要
- プレイステーション3用ソフト『頭文字D EXTREME STAGE』のタイアップ曲3曲が収録されている。[1][2]

## 収録曲
1. DIVE INTO STREAM
  - 作詞：motsu、作曲・編曲：t-kimura
  - プレイステーション3専用ゲーム「頭文字D EXTREME STAGE」オープニングテーマ
2. KEEP ON MOVIN' 
  - 作詞：motsu、作曲・編曲：t-kimura
  - プレイステーション3専用ゲーム「頭文字D EXTREME STAGE」エンディングテーマ
3. 蒼穹のflight
  - 作詞：motsu、作曲・編曲：t-kimura
  - プレイステーション3専用ゲーム「頭文字D EXTREME STAGE」収録曲[3]
  - OVA「頭文字D EXTRA STAGE 2～旅立ちのグリーン～」オープニングテーマ
4. DIVE INTO STREAM -INSTRUMENTAL-
5. KEEP ON MOVIN' -INSTRUMENTAL-
6. 蒼穹のflight -INSTRUMENTAL-